# SimCity (2013)
SimCity — відеогра в жанрі містобудівний симулятор, який є перезапуском серії SimCity. Офіційний анонс відбувся 6 березня 2012 року. Ігровий процес заснований на створенні міста, будівництві: житлових, комерційних промислових зон, інфраструктури і зборі податків для подальшого розвитку міста. У грі, як і в реальному світі, важливо підвищувати рівень життя населення і підтримувати баланс між різними секторами, в іншому випадку населений пункт може занепасти і збанкрутувати.
Це перша гра з серії містобудівних симуляторів від студії Maxis, у якій не брав участь Вільям Райт, засновник серії. Під час розробки особлива увага була приділена графіці і візуальним ефектам. Команда Maxis спеціально для гри розробила рушій Glassbox, який прив'язує кожний окремий об'єкт в містечку до правил симуляції, на відміну від попередніх ігор, де використовувалися двовимірні масиви клітин, чиї властивості могли поширюватися на сусідні клітини. SimCity розроблялася, перш за все, як мережева гра, тому випуск її оффлайн версії стався через рік..
Гра вийшла 5 березня 2013 року в США та 7 березня в Україні. Реліз супроводжувався гучним скандалом, пов'язаним із вбудованою системою захисту DRM, вимагаючи постійного підключення до мережі Інтернет. Сервера компанії EA Games не справлялися з навантаженням, через що багато гравців не могли навіть запустити SimCity; крім того, це призводило до раптових «вилетів» гри і втрати збережених даних через помилки сервера. Це, в свою чергу, закінчилося масовим невдоволенням і вимогою частини покупців повернути гроші. Однак розробники швидко випустили оновлення, що виправляють основні помилки, і запустили додаткові сервери.
Незважаючи на «серверний скандал», гра швидко увійшла в списки ігор-бестселерів і за півроку було продано 2 мільйони копій. SimCity отримала змішані відгуки: серед головних переваг була відзначена якісна, деталізована графіка, красиві візуальні ефекти і нова модель симуляції. До недоліків були віднесені проблеми підключення до мережі, наявність захисту DRM, часто зустрічні помилки в алгоритмі симуляції (наприклад, утворення необґрунтованих пробок), а також обмежена площа для будівництва міста.
Протягом року після релізу гри було опубліковано кілька ігрових наборів, що дозволяють будувати парк атракціонів, додають дирижаблі та інше.. 12 листопада 2013 року відбувся вихід доповнення «SimCityː Cities of Tomorrow», що додає можливість будувати футуристичне місто, на підставі одного з двох сценаріїв..

## Ігровий процес
Як і в попередніх частинах серії, основне завдання в SimCity — будівництво віртуального міста. Гравець виступає в якості мера — він визначається зі спеціалізацією і намагається створити процвітаючий мегаполіс зі щасливими жителями. Гра починається з будівництва інфраструктури, зонування, забезпечення ресурсами (електроенергією, водою і т. д.) і організації вивозу відходів. При цьому SimCity не має певних цілей, після досягнення яких, гра закінчується. Гравець сам визначає, яким він хоче бачити місто у відповідності зі своїми уявленнями: наприклад, він може прагнути до більш високої щільності населення, підвищенню загального добробуту жителів шляхом боротьби зі злочинністю або до створення міста, залучаючого туристів. У міру зростання населення, капіталу, будівництва певних типів будівель, гравцеві відкриваються нові можливості.
Спочатку, при першому запуску симулятора, гравець може вибрати одну з чотирнадцяти готових карт регіонаː від рівнин і островів до гірської місцевості. У кожному регіоні доступні близько десяти ділянок, на яких можна будувати міста.

Зображення з гриː місто із щільним автомобільним трафіком

У SimCity існує три типи основних ділянок: житлові зони, де живуть мешканці містечка, комерційні зони, що надають товари або послуги, і заводи, що виробляють ресурси для міста. Будівництво будинків гравець не контролює, так як вони належать приватним компаніям і особам, але може планувати забудову території, визначаючи, де будуть знаходитися житлові, комерційні та промислові зони. Від них мер отримує податки, які, в свою чергу, можна підвищувати або знижувати. Якщо податкову ставку різко підняти, це може привести до відтоку населенню і удару по житловим і комерційним зонам. Якщо ж знизити податки для громадян і підприємців, це сприятливо позначиться загалом на рівні життя, ринку і виробництві, але у адміністрації не вистачить грошових ресурсів на подальший розвиток і утримання інфраструктури.
Між зонами необхідно дотримуватися суворого балансу: його порушення в будь-якій зоні тягне за собою негативні наслідки і призводить до скорочення податкових відрахувань до державної скарбниці. Якщо на заводах не вистачатиме робочих рук, це призведе до їх закриття, а будівлі з часом перетворяться на руїни. Те ж відбувається і в торгових зонах, якщо їм не вистачає робітників, товарів або покупців. Також на рівень життя впливає наявність поліцейських дільниць і пожежних станцій, що підвищують рівень безпеки і знижують рівень злочинності в секторах. Житлові зони можуть бути привабливими або несприятливими. Якщо в районі добре облаштована соціальна інфраструктура і багато рекреаційних зон, то привабливість району помітно підвищується: зростає ціна на житло і збільшується обсяг інвестицій. Якщо мер нехтує інфраструктурою, і будує заводи поруч з житловими комплексами, то привабливість житла знизиться, призводить до зростання числа бідних і, згодом, до зростання злочинності і почастішання випадків захворювань.
Гравець може забудовувати місто державними установами: поліклініками, поліцейськими дільницями, школами, пожежними депо та іншими об'єктами соціальної інфраструктури. В сукупності вони будуть підвищувати рівень життя населення, а значить і працездатність. Найнеобхіднішим для підтримки життя в місті є будівництво мережі доріг, забезпечення всіх будівель водою, прокладка каналізації та підтримка електропостачання. Без електрики не буде працювати інфраструктура, що може привести до плачевних наслідків для жителів міста. Будівництво доріг і розвиток громадського транспорту знижує число пробок. Однак розвиток інфраструктури несе за собою негативні наслідки: так як кожний державний заклад і транспорт утримуються за рахунок міського бюджету, то надмірне фінансування може привести до руйнування міської скарбниці і банкрутства обраного міста. Тому для забезпечення потрібними об'єктами міської інфраструктури необхідно стежити за рівнем доходів і дотримувати баланс між трьома приватними секторами. Відповідно, чим більше стає місто, тим складніше керувати ним, підтримувати загальні доходи і рівень життя населення.
Гра зачіпає проблему обмеженості природних ресурсів і акцентує увагу на важливості вторинної переробки. Гравці також можуть визначати спеціалізацію та економічну стратегію свого міста «від процвітаючого фінансового раю до просоченого нафтою індустріального комплексу». Можна створити центр розвиненої промисловості, туризму, освіти, імперію казино та інше. Однак, кожна стратегія матиме свої наслідки: розвиток високих технологій зажадає великих бюджетних витрат, а, наприклад, вугільні електростанції будуть сильно забруднювати повітря.

### Нововведення
Новими особливостями гри є обмеженість ресурсів і багатокористувацька гра, крім цього, для забезпечення максимальної реалістичності процесів для SimCity, був розроблений рушій GlassBox і введено поняття агентів. Рушій моделює ігровий світ, спираючись на деталі і властивості безлічі об'єктів в грі. Агенти при цьому виконують деталізацію суми всіх впливів від всіх об'єктів, в кожній конкретній точці на карті міста.
Нову версію SimCity відрізняє глибока опрацьована симуляція і ігровий процес, наприклад, з'явилася можливість створювати вигнуті дороги, в грі детально опрацьовані візуальні і звукові ефекти. Крім того, в Maxis створили так звані «конструйовані світи», що дозволяють планувати розвиток свого міста. Вони забезпечують гнучкі налаштування спеціальних будівель завдяки їх модульності.
Режим мультиплеєра забезпечує зв'язок гравця з сусідніми містами в регіоні і з усім світом. Це необхідно для торгівлі, обміну ресурсами, і об'єднання гравців для створення великих проєктів. Всередині одного регіону міста можуть бути пов'язані один з одним автомобільними дорогами, залізницями і водними шляхами, лініями електропередач. Деякі особливості міст — щільність дорожнього руху і/або забруднення повітря — впливають на сусідні міста. Взаємодія гравців та присвоєння їм глобального рейтингу забезпечуються інтерфейсом Citylog.
Введена глобальна система статистики з візуалізацією. Рушій гри GlassBox постійно збирає дані про всіх віртуальних жителів і відправляє в Інтернет для синхронізації з іншими містами на карті. Там же автоматично розподіляються ресурси, розташування яких можна побачити в режимі статистики. Гравець може добувати руду, і нафту, і ряд інших природних копалин; видобуток ресурсів відкриває шлях на глобальний ринок.

## Розробка
Розробкою гри займалася американська студія Maxis, що створила всі ігри серії SimCity (крім SimCity Societies). Однак Вільям Райт, засновник компанії і головний геймдизайнер попередніх ігор SimCity, не брав участі в розробці, оскільки ще в 2009 році покинув Electronic Arts, щоб займатися незалежними проєктами. Згідно початкового задума, нова гра повинна була складатися з системи пов'язаних міст; вона розроблялася з розрахунком на постійне з'єднання з серверами компанії..
За словами геймдизайнера Стоуна Лібранда, у розробників не було таких проблем, як під час перших ігор SimCity, коли доводилося вивчати літературу з урбаністики, щоб надати хоча б деяку реалістичність геймплею Для Стоуна натхненням послужила можливість через програми Google Earth і Google Street View розглядати в подробицях закутки різних міст світу і спостерігати динамічний розвиток міст. Стоун також стверджує, що це допомогло йому зрозуміти чітку різницю між містами і селищами. Також натхненням для розробника послужила серія документальних фільмів Netflix, де розповідалося, як працюють економіка, нафтова, харчова, обробна промисловості, каналізаційна система, і т. д.
Коли почалася розробка гри, деякі аспекти з реального життя були вилучені: наприклад, Стоун при вивченні урбаністики зауважив, що паркувальні місця займають завжди набагато більше місця, ніж самі будівлі та інші зони, на думку розробників, якщо це було би відображено в грі, то наявність парковок позначилося б погано на естетичному вигляді міста і гравці в результаті визнали б гру нудною. При ранній розробці, команда також хотіла приділити особливу увагу розвитку сільського господарства і харчової промисловості, однак через брак виділеного бюджету на розробку і часу, згодом від цієї ідеї відмовилися.
 SimCity  п'ятого покоління розроблялася, перш за все, як багатокористувацький проєкт, продюсер Кіп Катсареліс сказав з цього поводуː
Місто більше не відрізаний від решти світу міхур. Ви граєте в якомусь конкретному регіоні, в якому розташовано відразу кілька міст. Всі вони тісно пов'язані один з одним. І ви можете запросити друзів і грати в одному регіоні разом з ними.— Кіп Катсареліс
Головним нововведенням SimCity повинна була стати можливість багатокористувацької гри, де в одному регіоні містами одночасно може керувати кілька людей, таким чином, гравець зможе вибирати вузьку спеціалізацію міста, а потім продавати свої ресурси в сусідні міста, одночасно купуючи ресурси у сусідів. Сама гра створювалася з урахуванням того, що деякі гравці, наприклад, люблять будувати місто-утопію з передовими технологіями і щасливими жителями, а інші думають тільки про отримання швидких прибутків і ігнорують благополуччя сімів, використовуючи їх як «рабської сили».
У якості експериментальних моделей розробники створили «Берклі» і «Піттсбург». Перше містечко представляла собою зеленим оазисом, де була розвинена соціальна інфраструктура і використовувалися сучасні, щадні природу технології. У Піттсбурзі ж працювало безліч брудних заводів, а рівень населення був незадовільним. Розробники встановили торговельні зв'язки між містами, що призвело до істотної взаємовигідності; Піттсбург поставляв в Беркелі дешеву енергію і робочу силу, а Беркелі же забезпечував Піттсбург чистою водою та послугами поліції і пожежників..

При розробці як моделі-прототипи використовувалися 2 міста зелене/благополучне містечко Берклі та промислове/забруднене Піттсбург.

Розробник вирішили врахувати також інтереси так званих «хардкорних гравців» і ввели особливі списки гравців-лідерів, щоб туди вносилися різні рекорди — після досягнення високого населення та частці благополучних громадян. При цьому, для досягнення певних успіхів, необхідно обирати різні стратегії розвитку міста. Крім цього, розробники врахували бажання ще й «креативних гравців», Які не бажають досягати будь-яких рекордів, а прагнуть втілити в грі бажане містечко. Загалом, команда Maxis створювала гру з урахуванням того, що вона зможе залучити широку ігрову аудиторіюː від творчих особистостей, до експериментаторів і любителів жорстокості..
Розробники вирішили відмовитися від назви SimCity 5, так як на їх думку, це б змусило багатьох гравців подумати, що гра є вдосконаленою версією гри SimCity 4, у той час як геймплей нового симулятора значно відрізняється від попередника і був би відразу незрозумілий навіть для гравців четвертого містобудівного симулятора. За словами Стоуна, розробники створили ігровий процес майже з нуля, а значить і нова SimCity повинна була би стати символом «перезавантаження» франшизи.
З технічної точки зору основним нововведенням у грі є впровадження рушія GlassBox, що використовує модель симуляції «знизу-вгору» у той час, як попередні ігри створювалися з використанням так званих електронних таблиць, де застосовувалися двовимірні масиви клітин, чиї властивості могли поширюватися на сусідні клітини. Нова технологія симуляції показує, перш за все, поведінку симуляції, а не графікуː кожен об'єкт у місті є активною симуляційною одиницею, самі ефекти і анімація прив'язані до правил симуляції, наприклад, робота вугільної станції залежить від запасу в ній вугілля, і гравець може бачити, як даний запас збільшується/зменшується. Glassbox також дозволяє розширювати симуляційні одиниці і розширювати їх за рахунок нових, наприклад збільшення пожежної станції за допомогою додаткових гаражів.
Новою складовою рушія стали так звані «потоки», які є «агентами», що транспортують ресурси від однієї одиниці до іншої. Прикладами потоків є машини і люди, які вирушають на роботу. При будівництві електростанції, вона буде постачати енергію в будівлі «потоками», а значить, перш за все енергією виявляться забезпеченими найближчі до станції будівлі. Цей же принцип можна застосувати і до трубопроводів. Успіх роботи підприємств залежить від того, чи зможуть до них добиратися всі робітники, які не застрягли в автомобільній пробці, або чи зможуть сміттєвози впоратися з обслуговуванням всіх будівель в місті і т. д. За словами Стоуна, нова модель зробила симуляцію набагато реалістичніше, наприклад, гравець повинен піклуватися про транспортну доступність, так як саме вона грає найважливішу роль в доступності та охопленні соціальними послугами районів міста..
Одночасно домогтися максимальної реалістичності різних параметрів для розробників було складно, наприклад, у деяких дорожніх ділянках машини рухалися дуже повільно, ніж в реальному житті, у той час, як пішоходи пересуватися могли занадто швидко. Крім цього, розробники постаралися збільшити в житті міста вплив зміни часу доби. Якщо в попередніх іграх зміна дня і ночі супроводжувалася невеликими графічними ефектами, що не впливало на життя міста, то в новій грі вночі за замовчуванням будуть закриватися всі магазини і школи. Сіми будуть відпочивати вдома, і затори на вулицях знизяться, а до ранку місто знову буде «оживати».
Зрештою команді розробників вдалося створити максимально наближену до життя модель симуляції, проте через обмежену територію містечка їм все ж таки довелося піти на компроміси, наприклад створити маленький аеропорт, в іншому випадку він покривав би більшу частину міста. Крім того, розробники оголосили, що інтегрували інтерфейс гри для людей, які страждають на дальтонізм.
Після виходу гри, розробники зосередилися на створенні офлайн-версії симулятора, для чого потрібно було переписати основні частини ігрового рушія SimCity. Зокрема, треба було змінити процес збереження міста. Системи симуляції переносилася з Java на C ++. Крім цього була розроблена нова генерація даних про регіон, яка раніше приходила з серверів. На початку 2014 року проводилося бета-тестування нового режиму. За словами розробників, на створення офлайн-режиму у них пішло півроку. У жовтні 2013 року розробники оголосили, що додадуть в гру підтримку модів, що дозволяють встановлювати в грі неофіційні об'єкти..

## Випуск гри

### Перед випуском
За версією сайту GMbox SimCity зайняла 8-е місце в списку найбільш очікуваних ігор 2013 року.
14 грудня 2012 року команда розробників на сайті Reddit організувала сесію з фанатами серії, де відповідала на питання щодо майбутньої гри. Ще тоді ряд фанатів висловили своє невдоволення механізмом захисту DRM і необхідністю постійного підключення до мережі. Незабаром блогери ігрового сайту Kotaku висловили свою стурбованість, зазначивши, що якщо в майбутньому EA Games вирішить відключити свої сервера, то в симулятор більше ніхто не зможе грати. На невдоволення відреагувала виконавчий директор Люсі Бредшоу і запевнила, що обов'язок постійного підключення до мережі піде тільки на користь гравцям. Крім цього стало відомо, що кордони міста будуть сильно обмежені, так як, на думку розробників, занадто велике місто стане важким баластом для персонального комп'ютера. Однак команда Maxis пообіцала, що в майбутньому постараються збільшити площу міст до того моменту, коли комп'ютери користувачів в загальному стануть потужнішими.
Після першого бета-тестування представники EA Games були задоволені результатами, зазначивши, що в тестуванні брали участь приблизно 100 000 чоловік і в загальному гравцям сподобалася нова гра.
На тлі майбутнього виходу гри американська мережа швидкого харчування Subway влаштувала рекламну компанію в стилі SimCity.

### Анонс і вихід

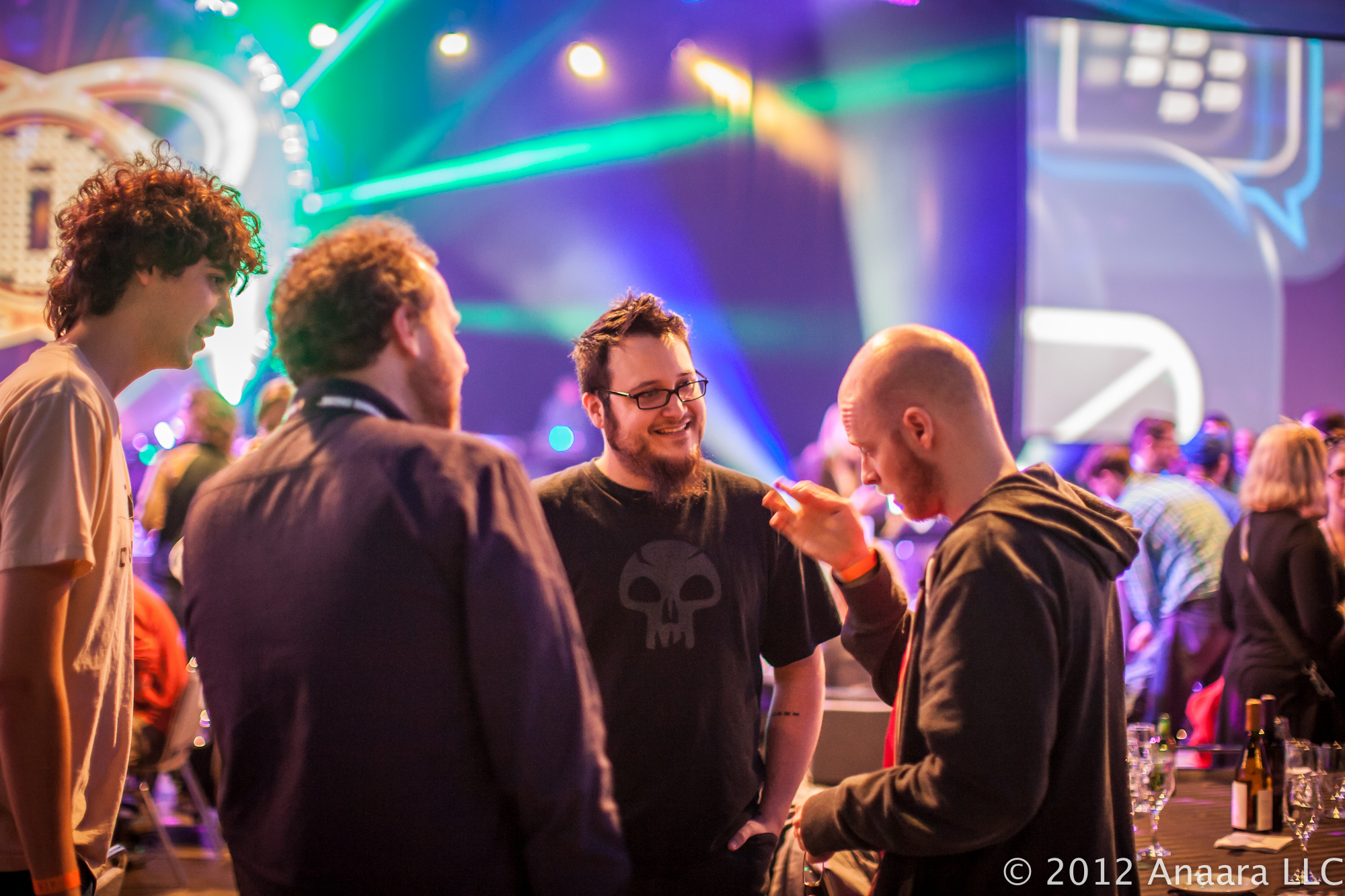
Гра була вперше офіційно представлена на конференції розробників відеоігор у 2012 році

Чутки про розробку нової SimCity ходили ще в лютому 2012 року, коли німецький журнал GameStar з необережності допустив витік концепт-арту, незабаром після цього в мережу просочився трейлер гри. Офіційний анонс гри відбувся 6 березня 2012 року на виставці «Game Developers Conference 2012». У цей же день офіційно вийшов і перший рекламний ролик, що демонструє нові можливості гри. Також стало відомо, що гра буде володіти тривимірною реалістичною графікою, підтримувати мультиплеер, як це було в SimCity 2000 Network Edition і є «перезавантаженням» франшизи.
Також стало відомо, що гра буде доступна тільки для платформи Microsoft Windows, а версія для MacOS вийде дещо пізніше. Оушен Куіглі, творчий директор пізніше оголосив, що робота над Mac-версією гри на той момент активно тривала, однак вона не зможе вийти одночасно з Windows-версією, зате після другого релізу, будь-якому гравцеві, який раніше купив копію гри для Windows, через Origin по замовчуванням стане доступна Mac-версія.
Через кілька днів після анонсу в магазині цифрової дистрибуції Origin з'явилася можливість попередньо замовити SimCity: Digital Deluxe (спеціальне видання з різними бонусами).
4 червня 2012 року на виставці «E3 2012» був представлений трейлер, на якому показаний геймплей. Одночасно з цим відбувся анонс ще однієї гри з серії — SimCity Social. У серпні 2012 року ряд гравців могли пройти закриті бета-тестування гри — для виявлення розробниками недоліків в геймплеї, але головним чином, для перевірки в тестовому режимі роботи серверів гри. Друге тестування проходило в лютому 2013 року. При цьому гравці за правилами ліцензії зобов'язані були повідомляти про помилки в грі, в іншому випадку вони могли б каратися блокуванням свого аккаунта в Origin.
У жовтні 2012 року стало відомо, що вихід гри переноситься з лютого на 5 березня в США і 8 березня в Європі. У травні 2013 року була оголошена дата виходу гри для Mac, вихід якої був намічений на 11 липня, проте пізніше реліз був відкладений на серпень через сирість продукту. У якості компенсації за затримку, розробники надали власникам попередніх замовлень подарунковий пакет SimCity Launch Park, який додає в гру новий парк..
Якщо гравець робив передзамовлення гри ще до її офіційного виходу, то для завантаження ставала доступною ексклюзивне видання (англ. Limited Edition), що додає ігровий набір «Герої і Лиходії» (англ. The Heroes And Villains Set).
Гра вийшла 5 березня в США і в Південній Кореї, 7 березня в Європі, Україні і Японії. Для покупки були доступні стандартна версія — Limited Edition і Digital Deluxe Edition, що включає в себе розширення у вигляді можливості будувати будинки в французькому, британському і німецькому стилях, а також будівлі супергероїв. 29 серпня симулятор вийшов для операційної системи MacOS.
13 листопада 2014 року було випущено «Повне видання» (англ. Complete Edition), що включає в гру додаток «Міста Майбутнього» (англ. Cities of Tommorow) і майже всі випущені ігрові набори.

### Серверний скандал
Ще в жовтні 2012 року стало відомо, що для гри в SimCity буде обов'язково підключення до інтернету, а офлайн режим буде відсутній, оскільки гра спочатку розроблялася як мережева. До того ж, у гру передбачалося вбудувати захист DRM.
У день прем'єри гра могла підключитися до чотирьох серверів у США та одного сервера в Океанії. Відразу після випуску SimCity 5 березня 2013 року у США гравці зіштовхнулися з численними проблемами, пов'язаними з необхідністю постійного підключення до інтернету, оскільки рання версія гри працювала лише з підтримкою сервера EA Games. Після того, як гра стала доступною, одночасно безліч гравців намагалися скачати гру через Origin, але їм доводилося чекати завантаження багато годин. Після того, як гра встановлювалася, виникали труднощі із підключенням до серверів, які, у свою чергу, не могли впоратися з потоком інформації та починали давати постійні збої у роботі мережі. Гравці стали стикатися з неможливістю запустити гру, довгими завантаженнями, раптовими обривами зв'язку та втратами збережених даних через помилки на сервері, що згодом призвело до вибудовування черги, щоб запустити гру, а у соціальних мережах гравці почали лаяти EA Games під тегом #SimShitty. Інші ж гравці взагалі стали відмовлятися від гри і масово, але безрезультатно вимагати повернення грошей за гру, оскільки EA Games оголосила, що не збирається повертати гроші.
Через проблеми з серверами та негативних відгуків деяких видань вихід гри був визнаний «катастрофічно невдалим», і був порівняний з грою Diablo III, який випробував такі ж проблеми з мережевим підключенням відразу після випуску. Оцінка гри, наприклад, на Amazon впала до 1 (при максимально можливому 5), а численні скарги змусили Amazon тимчасово припинити продаж гри і навіть виплачувати грошові компенсації розгніваним покупцям, що зазвичай не властиве цьому дистриб'ютору.
Компанія Elrctronic Arts обіцяла виправити ситуацію, запустивши додаткові сервери та оновлення, що прибирають прив'язаність деяких елементів геймплею до підключення до мережі. 7 березня на скарги гравців відгукнулася Люсі Бредшоу, генеральний менеджер Maxis, визнавши, що EA Games недостатньо відповідально підійшла до випуску гри і обіцяла, що в день релізу гри в Європі та Азії, гравці уникнуть подібних проблем. Також менеджер зазначила, що за 24 години гравці встигли створити понад 700 000 міст.
Кіп Касареліс, продюсер гри заявив, що проблеми були викликані сильним навантаженням серверів, так як багато гравців були підключені до них занадто довго, ускладнюючи вхід для інших гравців. Продюсер оголосив, що компанія розмістить нові сервери в Австралії, Японії та Європі, щоб нові гравці змогли уникнути таких проблем. Продюсер обіцяв, що кількість серверів збільшуватиметься, поки кожен гравець у світі не буде забезпечений якісним мережевим підключенням.
Серед інших проблем була виявлена некоректна робота рушія GlassBox, наприклад, нездатність машин і пішоходів визначити найкоротший шлях і в результаті утворення необґрунтованих заторів. Також багато гравців помітили, що кожен окремий сім замість того, щоб відвідувати задане робоче місце, найчастіше просто вирушав у найближчий будинок.
8 березня 2013 року EA Games оголосила, що частково відмовиться від онлайн-маркетингової кампанії через технічні труднощі. У цей же день Люсі Бредшоу обіцяла, що кількість серверів буде терміново збільшено і після оновлення ряд недоліків буде виправлено, хоча менеджер і визнала, що проблема все ще не вирішена повністю. За її словами, причина проблем у тому, що до мережі підключалося набагато більше людей, ніж очікували EA Games, проте після оновлення ймовірність виникнення помилки мала знизитися на 80 %. Крім цього Люсі пообіцяла надати власникам гри в якості компенсації за проблеми, що виникли, можливість безкоштовно завантажити одну з ігор каталогу EA Games, а саме Battlefield 3, Bejeweled 3, Dead Space 3, Mass effect 3, Medal of Honor: Warfighter, NFS Most Wanted, Plants vs. Zombies та SimCity 4 Deluxe Edition.
Maxis оголосила про роботу над офлайн-режимом гри, однак припустила, що це займе тривалий час, так як потрібно провести великий обсяг робіт, за твердженням Люсі Бредшоу, сервер займається основними обчисленнями симуляції, з якими б звичайний комп'ютер не впорався, що й утрудняє випустити оновлення із безмережевим режимом. Однак незабаром анонімний член команди розробників Maxis спростував слова Люсі, зазначивши, що її твердження не мають під собою підстав і є дезінформацією, а самі сервери лише обмежуються постійною автентифікацією, повідомленнями між гравцями та різними містами, зберіганням збережених даних та зв'язком з обліковим записом Origin, a проблема з підключенням полягала виключно в тому, що сервери не справлялися з перевіркою автентифікації численних користувачів. Так, гравцями незабаром був помічений код у грі, при відключенні якого гру можна було легко перекладати в офлайн-режим. Видання Rock, Paper, Shotgun опублікувало статтю, де пояснювало, як можна кількома простими способами перетворити SimCity на офлайн-гру.
До 10 березня кількість збоїв вдалося скоротити на 92 % у порівнянні з днем запуску. До 20 березня кількість серверів вже чотириразово перевищувала їх кількість на день випуску.
Наслідком проблеми підключення до серверів стала петиція до Білого Дому через сайт We the People з проханням втрутитися в політику Electronic Arts, схильною останнім часом зловживати DRM, де ліцензійна політика SimCity стала «вопічним» прикладом, через який постраждали тисячі гравців. У петиції також було наголошено на небажанні EA Games вирішити проблему і повертати гроші за продукт, на що гравець має право протягом перших 14 днів після покупки. Петиція зібрала 39 000 підписів.
Через 2 тижні після виходу гри, на тлі провальних випусків останніх ігор від EA Games, особливо SimCity Джон Річчітелло, керівник EA Games, добровільно подав у відставку, при цьому саме за Річчітело EA Games завоювала репутацію найжадібнішої ігрової корпорації. У квітні, коли Electronic Arts була визнана найгіршою компанією США, виконавчий директор Пітер Мур ще раз прагнув запевнити гравців, що мережеве підключення гри — насправді результат незграбного запуску гри та прорахунку, а не схема DRM, попутно зазначивши, що EA Games пішов на великий акт щедрості", подарувавши 900 000 цифрових копій інших ігор-новинок EA Games гравцям SimCity.
У серпні 2013 року, після випуску версії гри для Mac, деякі гравці зіткнулися з аналогічною проблемою і не могли підключитися до серверів, або їхня гра починала зависати, а також видавати численні помилки. Команда розробників пообіцяла швидко вирішити проблему шляхом випуску нових оновлень. Зокрема, основні помилки було виправлено з виходом оновлення 9.0 12 грудня 2013 року.

## Саундтрек
У SimCity до кожної симуляційної одиниці прив'язаний свій звуковий супровід, який може динамічно змінюватися паралельно з об'єктом, наприклад, чим інтенсивніше працює станція або швидше їде машина, тим більший шум вони видають. Насправді, звуковий супровід відбиває процес симуляції. Крім того, інтенсивність звуку змінюється і в залежності від віддаленості об'єкта від камери, чим створюється ефект високої реалістичності. Це стосується і багатьох інших об'єктів і будівель, наприклад, за наявності безлічі симів, буде створюватися фоновий шум натовпу.
Автор музичного супроводу — Кріс Тілтон, його музика записувалася оркестром. Як і у всіх попередніх іграх серії SimCity, музика мала не відволікати гравця, а гармонійно прикрашати гру та сприяти концентрації, викликаючи заспокійливий ефект. При цьому музичний супровід змінюється в міру зростання міста з селища у великий мегаполіс, однак у новій SimCity вперше була застосована функція зміни аранжування фонової музики, наприклад, при переході в режим редагування будівель або збільшення картинки, аранжування музики змінюється на простішу, для цього кожна мелодія перезаписувалася кілька разів. З технічного погляду кожна музична тема прив'язана до кількох музичних доріжок, які плавно змінюють один одного при зміні режиму гри.
В одному з інтерв'ю Кріс зізнався, що створення музики для симулятора далося йому дуже важко, оскільки, на відміну від музичного супроводу для фільму або серіалу, в музиці для подібної гри має бути відсутня будь-яка розповідь і реакція на різні події. Так, композитор зізнався, що створення музики для фільму в нього зазвичай йшло 3-4 дня, а написання кількох годин мелодій SimCity, Крісу знадобилося 4 місяця. Композитор не хотів копіювати музику з симуляторів попередніх поколінь, а намагався привнести щось нове та свіже.
Композиції Кріса Тілтона були зібрані в альбом, що містить 28 треків, який вийшов 12 лютого 2013 року. Музичні кліпи стали користуватися популярністю у гравців, які також слухали навіть поза грою.
| SimCity | SimCity                               | SimCity    |
| #       | Назва                                 | Тривалість |
| ------- | ------------------------------------- | ---------- |
| 1.      | «SimCity Theme»                       | 02:50      |
| 2.      | «Population — 1»                      | 06:16      |
| 3.      | «Building the Foundation»             | 06:10      |
| 4.      | «The Long Construction»               | 06:06      |
| 5.      | «Analytics»                           | 03:08      |
| 6.      | «Cautionary Tale»                     | 01:36      |
| 7.      | «Town and Out»                        | 06:08      |
| 8.      | «Living in Infrastructure»            | 05:42      |
| 9.      | «Clear Skyscrapers»                   | 06:07      |
| 10.     | «Disaster!»                           | 01:48      |
| 11.     | «Clean Build of Health»               | 03:47      |
| 12.     | «Urban Sprawler»                      | 06:06      |
| 13.     | «Metropolis Made Easy»                | 06:20      |
| 14.     | «A Tale of Sim Cities»                | 06:37      |
| 15.     | «ll in a Decade's Work»               | 03:53      |
| 16.     | «SimCity Trailer»                     | 01:05      |
| 17.     | «Red City Lights»                     | 05:22      |
| 18.     | «Population — 1 (Ремікс)»             | 06:17      |
| 19.     | «The Long Construction (Ремікс)»      | 06:08      |
| 20.     | «Building the Foundation (Ремікс)»    | 06:09      |
| 21.     | «Analytics (Ремікс)»                  | 03:08      |
| 22.     | «Town and Out (Ремікс)»               | 06:08      |
| 23.     | «Living in Infrastructure (Ремікс)»   | 05:43      |
| 24.     | «Clear Skyscrapers (Ремікс)»          | 06:07      |
| 25.     | «Urban Sprawler (Ремікс)»             | 06:07      |
| 26.     | «Metropolis Made Easy (Ремікс)»       | 05:16      |
| 27.     | «A Tale of Sim Cities (Ремікс)»       | 06:41      |
| 28.     | «Good Evening, & Good Night (Ремікс)» | 01:15      |
| 2ː18ː00 |                                       |            |

11 листопада 2013 року був випущений другий альбом під назвою SimCity Cities Of Tomorrow, що включає нові музичні композиції, додані разом із доповненням «Міста Майбутнього». Їх композитором також є Кріс Тілтон, музика є ремікси мелодій базової гри.
| SimCity Cities Of Tomorrow | SimCity Cities Of Tomorrow              | SimCity Cities Of Tomorrow |
| #                          | Назва                                   | Тривалість                 |
| -------------------------- | --------------------------------------- | -------------------------- |
| 1.                         | «Cities Of Tomorrow»                    | 03:42                      |
| 2.                         | «SimCity, November 2019»                | 06:41                      |
| 3.                         | «Population — 1 (Future Mix)»           | 06:22                      |
| 4.                         | «Building The Foundation (Future Mix)»  | 06:14                      |
| 5.                         | «The Long Construction (Future Mix)»    | 06:10                      |
| 6.                         | «Town And Out (Future Mix)»             | 06:07                      |
| 7.                         | «Living In Infrastructure (Future Mix)» | 05:47                      |
| 8.                         | «Clear Skyscrapers (Future Mix)»        | 06:12                      |
| 9.                         | «Urban Sprawler (Future Mix)»           | 06:11                      |
| 10.                        | «Metropolis Made Easy (Future Mix)»     | 06:28                      |
| 11.                        | «A Tale Of Sim Cities (Future Mix)»     | 06:37                      |
| 1:06:31                    |                                         |                            |

## Доповнення

### Видання
Бонусні предмети, що додаються до різних видань гри:
| Вміст                                                     | Вміст                                                     | Просте видання (англ. Standart Edition)        | Обмежене видання (англ. Limited Edition) | Видання Digital Deluxe | Повне видання (англ. Complete Edition) |
| --------------------------------------------------------- | --------------------------------------------------------- | ---------------------------------------------- | ---------------------------------------- | ---------------------- | -------------------------------------- |
| Вміст                                                     | Вміст                                                     | Пропонується через цифрове завантаження Origin |                                          |                        |                                        |
| Ігрові набори                                             | Герої і Лиходії (англ. The Heroes And Villains Set)       | Ні                                             | Так                                      | Так                    | Так                                    |
| Ігрові набори                                             | Англійське місто (англ. British City Set)                 | Ні                                             | Ні                                       | Так                    | Так                                    |
| Ігрові набори                                             | Французьке місто (англ. French City Set)                  | Ні                                             | Ні                                       | Так                    | Так                                    |
| Ігрові набори                                             | Німецьке місто (англ. German City Set)                    | Ні                                             | Ні                                       | Так                    | Так                                    |
| Ігрові набори                                             | Набір Дирижаблів (англ. Airships Set)                     | Ні                                             | Ні                                       | Ні                     | Так                                    |
| Ігрові набори                                             | Набір Для Парка Атракціонів (англ. Amusement Park)        | Ні                                             | Ні                                       | Ні                     | Так                                    |
| Доповнення «Міста Майбутнього» (англ. Cities of Tommorow) | Доповнення «Міста Майбутнього» (англ. Cities of Tommorow) | Ні                                             | Ні                                       | Ні                     | Так                                    |

### Оновлення
Щоб покращити геймплей гри, розробники випускали ряд істотних оновлень, лише за місяць після виходу в гру було додано 8 патчів. Перша оновлена версія гри, 2.0, вийшла 23 квітня 2013, в ній було виправлено безліч помилок у грі, а також додана можливість побудувати особняк мера, де можна поставити лімузин. У оновленні 3.0 з'явився ширший вибір готелів та вирішені проблеми із пробками на дорогах. У наступному суттєвому та сьомому за рахунок оновленням була введена можливість будувати тунелі, мости та естакади, а також інструмент, що дозволяє висаджувати дерева. Разом з оновленням 10, що вийшло в березні 2014 року, було додано можливість грати в симулятор без підключення до мережі.

### Додатковий контент

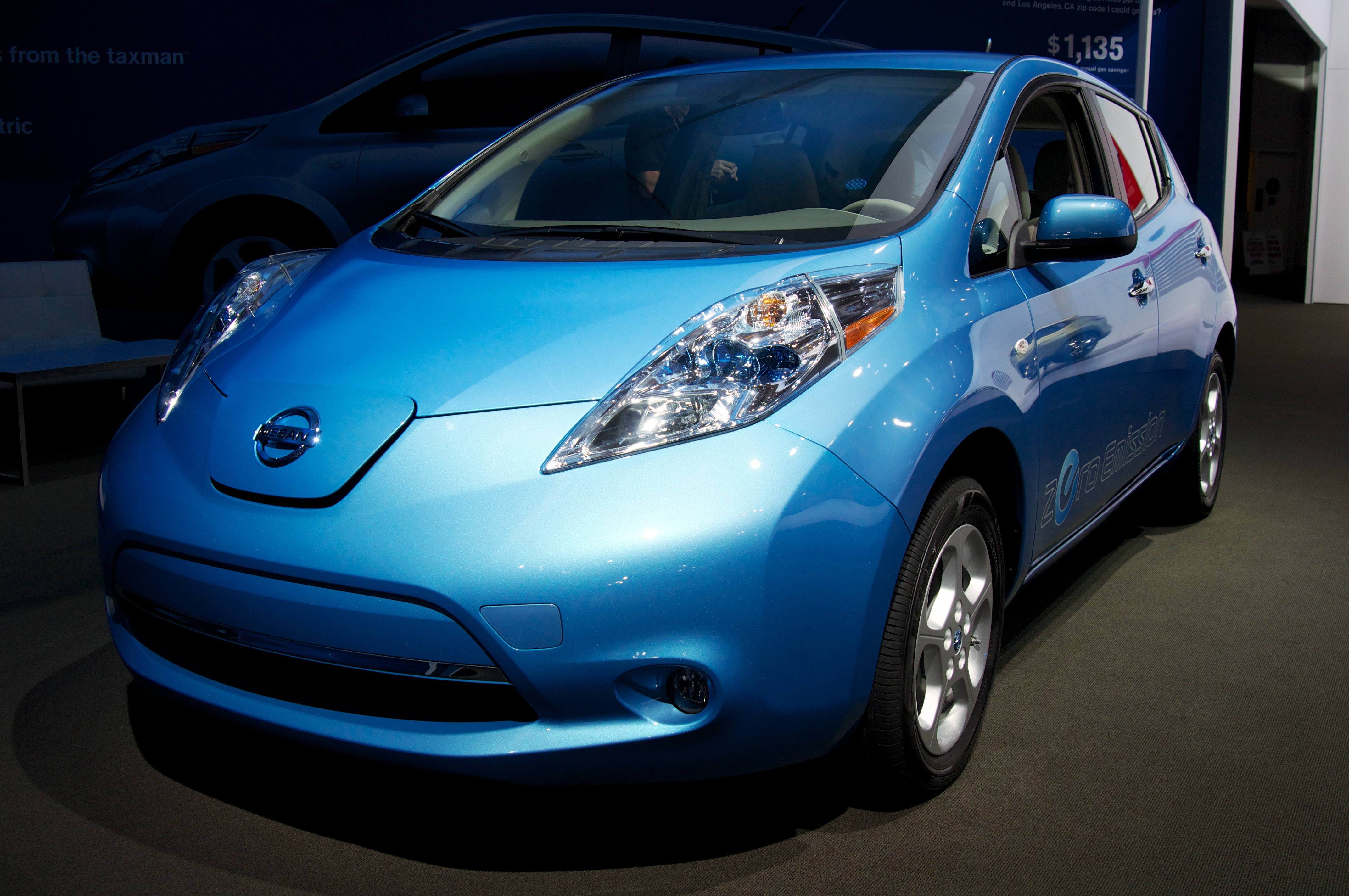
Голуба модель Nissan Leaf використовується у якості реклами в SimCity

Крім стандартного видання вийшла Digital Deluxe Edition, що включає ряд розширень — нові пам'ятки (Ейфелева вежа, Бранденбурзькі ворота і Біг-Бен); Кожна визначна пам'ятка впливає на зовнішній вигляд міста, де серед елітних житлових забудов можна звести будівлі у французькому/англійському чи німецькому стилях. Також видання включає «Набір героїв і лиходіїв» (англ. The Heroes And Villains Set), де Максісмен може захищати місто проти злого доктора Ву. 28 березня 2013 року в Origin для платного завантаження стало доступно нове розширення «Набір для парку та атракціонів» (англ. SimCity: Amusement Park), що додає в симулятор можливість будувати парк розваг із різними атракціонами. 23 квітня для безкоштовного завантаження в рамках рекламної кампанії став доступний набір «100% електричний Nissan Leaf» (англ. SimCity Nissan Leaf Charging Station), що додає заправну станцію та електричні машини від Nissan.
25 червня 2013 року в Origin був опублікований «Набір Дирижаблів» (англ. Airships Set), який додає в гру нові види повітряного транспорту дирижаблі та повітряні кулі. 17 вересня 2013 року для покупки став доступний набір Червоний Хрест (англ. The Red Cross), який додає опцію благодійної діяльності організації Червоний Хрест після кожної катастрофи.

### Cities of Tomorrow
У жовтні 2013 року стало відомо про майбутній вихід першого офіційного доповнення — Cities of Tomorrow, вихід якого був намічений на 12 листопада 2013 року. 16 жовтня 2013 року розробниками було випущено трейлер, який показує нові подробиці доповнення, зокрема кілька варіантів розвитку майбутнього. Так гравець може створити 2 варіанти розвитку майбутнього розвитку наукової спільноти, яка визначить майбутнє міста, як симбіоз «науки та природи», де передові технології розвиватимуться в гармонії з природою, утворюючи «зелені мегаполіси», якщо ж місто «захопить» конгломерат OmegaCo, то у майбутньому місто перетвориться на таку собі подобу «антиутопічного мегаполісу», керованого роботами і дронами, контролюючими злочинність серед населения. Вихід доповнення відбувся 12 листопада 2013 року у США, 14 листопада в Україні та 15 листопада у Європі.

## Сприйняття

### Критика
| Агрегатор    | Оцінка |
| ------------ | ------ |
| GameRankings | 63.56% |
| Metacritic   | 64/100 |

| Видання                  | Оцінка  |
| ------------------------ | ------- |
| Computer and Video Games | 6.8/10  |
| Eurogamer                | 4/10    |
| Game Informer            | 6.5/10  |
| GameRevolution           | [ 125 ] |
| GameSpot                 | 5.0/10  |
| GamesRadar+              | [ 127 ] |
| IGN                      | 8.0/10  |
| PC Gamer (США)           | 69/100  |
| Pocket Gamer             | 6.5     |
| Игромания                | 8.5     |

Відразу після випуску багато критиків високо оцінили гру, середня оцінка в ранніх оглядах досягала 91 балів зі 100. Одночасно оцінки простих користувачів були невтішними і становили в середньому 33 бали зі 100, головним чином через проблему з'єднання з сервером і обмежених ділянок для будівництва міста. Незабаром і самі ігрові видання теж стали замінювати свої рецензії більш стримані і негативні.
Представники сайту Gamer із сарказмом зазначили, що історія з серверами вийшла настільки трагічною, що переплюнула Ромео та Джульєтту, але не дотягує до телефільму про ядерну війну — «Нитки». Редакція сайту Pro Gamer зазначила, що завдяки серверному скандалу SimCity примудрилася обігнати за кількістю пошукових запитів папу римського і стала прикладом недбалого управління амбітного проекту різними способами. Представники сайту Onliner зазначили, що гра перехворіла на всі відомі ігровій індустрії хвороби, головним чином, щоб її не мали можливості завантажити пірати; скандал, на думку сайту, навіть пішов розробникам на руку, оскільки про гру дізналися навіть ті, хто раніше не цікавився.
Незважаючи на провальний випуск, рецензенти дійшли висновку, що новий симулятор досить захоплюючий і заслуговує на звання спадкоємця франшизи. Наприклад, Дан Степлтон із сайту IGN зазначив, що навіть при «ганебному» виході та проблемах із сервером, що викликали у багатьох шанувальників гнів, симулятор все одно неймовірно складний і приголомшливий. Критик назвав задум творчою іграшкою, але прикріпленою до ледве функціональної гри, однак і цього було для нього достатньо, щоб порекомендувати симулятор іншим гравцям. Схожої думки дотримується і Нік Тен із сайту Game Revolution, зазначивши, «попри неприємну і гучну історію з проблемою підключення до серверів, коли потрапляєш у гру, швидко забуваєш про неприємності, а сама гра затягує гравця у свій віртуальний світ як мінімум на кілька годин». Рецензент сайту Polygon назвав SimCity «наркотично заразною», так як у ній можна, не помітивши, провести 100 годин і зазначив, що нова гра типова для своєї франшизи, але водночас наділена радикальними нововведеннями. SimCity, на думку рецензента, втілює необмежені можливості, але з обмеженим вибором. Джо Джуба з сайту Game Informer, будучи шанувальником франшизи SimCity, залишився дуже задоволеним, зокрема, можливістю переглядати різні карти ресурсів, які цілком замінюють діаграми з попередніх симуляторів. Джо припав до душі новий інструмент торгівлі, що дозволяє продавати або купувати ресурси та вибирати більш вузьку спеціалізацію для міста. На думку Тейлора Вайлда з PC Gamer, новий SimCity хоч і розвиває ідеї SimCity 4, SimCity 3000 та SimCity 2000, але й одночасно поступається їм усім. Микола Лапко із сайту Absolute Games зазначив, що розробникам вдалося позбутися основного недоліка попередніх симуляторів — надлишку статистики та недоліка самої гри. У новій SimCity поменшало чисел, але й більше реалістичної симуляції.
SimCity особисто випробував Вілл Райт, засновник франшизи і залишився дуже задоволений новою грою, особливо похваливши свободу у плануванні міста та докладні процеси симуляції. Однак пізніше Райт заявив, що розуміє емоції гравців і додатково розкритикував запровадження DRM-системи захисту, попутно зазначивши, що завжди виступав проти її впровадження в ігри, щоб уникнути неприємних наслідків, з якими в результаті зіткнулася нова SimCity.
Серед головних переваг критиками була відзначена красива, реалістична і деталізована графіка, можливість окремо спостерігати за візуальними ефектами, діями симів та напрямком машин. Пол Дін, критик сайту Eurogamer висловив своє захоплення тим, що він міг спостерігати за найдрібнішими деталями віртуального міста, бачити, як люди добираються з роботи до своїх будинків, або як відпочивають у парку, спостерігати, як місто огортається теплими фарбами вечірнього заходу сонця, а потім занурюється у пітьму. Нік Тен назвав дизайн гри втіленням досконалості. На думку критика GamesRadar гарна графіка гармонійно поєднується з міською забудовою та звивистими дорогами. Сіми, у місті виглядають живими, а симуляція дуже наближена до реалізму. Все, що гравець робить, миттєво візуалізується у грі. Критик сайту The Guardian назвав ігровий світ чарівним, а панорами міста схожими на справжні фотографії. Микола Лапко із сайту Absolute Games  також відзначив дивовижні панорами міста, особливо якщо на зображенні застосовувати різні фільтри, доступні у грі.
Також рецензенти похвалили нову модель симуляції, зазначивши, що вона дуже детально та докладно опрацьована, даючи високий ефект реалістичності. Наприклад, Пол Крик із сайту Eurogamer зазначив, що рушій Glassbox вражає своєю видовищністю та увагою до деталей. Рецензент сайту GamesRadar вважає, що SimCity це демонстрація того, як одночасно всі системні функції працюють у точності, як задумано та грамотно взаємодіють один з одним. Тейлор Вайлд, представник сайту PC Gamer назвав новий симулятор найбільшим технічним досягненням усієї серії, оскільки вперше замість «абстрактного моделювання» гравець бачить взаємодію тисячі окремо взятих симів, автомобілів, будинків, підприємств, фабрик та решти міста. Критик сайту Game Revolution назвав дизайн симуляції досконалістю, де гравець повинен стравитися з безліччю труднощів та підтримувати тендітний, але й чарівний світ віртуального міста. Тейлор Вайлд з PC Gamer окремо відзначив, що самі сіми у грі виглядають як особи, у них є цілі та бажання.
Окремо деякими критиками було похвалено можливість торгівлі із сусідніми містами, зокрема Ніку Тену із сайту Game Revolution сподобалася функція торгівлі, що дозволяє вибирати для свого міста вузьку спеціалізацію та продавати свої послуги сусідам. Також деяким рецензентам припала до душі музика, наприклад Паул Крик з Eurogamer назвав мелодії приємними, а рецензент сайту Polygon зазначив, що музика викликає заспокійливий ефект та сприяє концентрації.
Рецензентами також було відзначено складність планування міст і важливість прорахування найдрібніших деталей, особливо зі зростанням міста. На думку представника сайту Polygon симулятор виглядає оманливо простим, але якщо недбало розвивати своє місто, його можна дуже швидко привести в занепад. Нік Тен зазначив, що не кожному гравцеві вдасться стати добрим мером, тому що для досягнення балансу потрібно буде дуже уважно керуватися макроменеджментом. Тейлор Вайлд з PC Gamer назвав гру непростою і вимагає ретельного планування з урахуванням найменших деталей, при цьому, якщо для міста вибирати спеціалізацію, то гравець будь-коли зможе домогтися бажаного, оскільки будь-яка діяльність буде нести за собою побічний ефект. Критик сайту The Guardian зазначив, що гра підходить творчим особистостям, оскільки вимагає дбайливого підходу, але винагороджує хорошими результатами.
З іншого боку, критики відзначили наявність часто зустрічних нелогічних стиковок, наприклад, неправильний напрямок сімів і машин, утворення необґрунтованих пробок та інших проблем. Рецензенти розкритикували алгоритм пошуку шляхів у грі: сіми та машини вибирають найнелогічніші маршрути і в результаті, щоб позбутися необґрунтованих заторів, гравцям доводиться планувати вулиці нестандартними способами, наприклад побудувати в місті лише одну вулицю-змію. Зокрема, рецензент сайту Eurogamer відзначив у грі безліч дивних речей. Наприклад, ситуації, коли машини добиралися до мети нелогічними і довгими шляхами або коли пожежні машини відмовлялися добиратися буквально до сусідніх будинків, охоплених пожежею. Ігрова механіка, на думку критика сама собі суперечить. Рецензент сайту PC Gamer, Тейлор Вайлд написав у своєму відгуку, що сіми іноді можуть робити дурні речі або скаржаться на неіснуючі проблеми, що певною мірою розчаровує. Критик сайту Riot Pixels знайшов кумедним, що сіми можуть іноді водити хороводи навколо будинків і на перехрестях доріг, або з виходящого натовпу, прямуючи в найближчий будинок.
Дан Степлтон із сайту IGN і критик сайту GamesRadar помітили, що гра іноді дає суперечливі повідомлення - з одного боку, вона нарікає на нестачу робітників, а з іншого боку, повідомляє про зростання безробіття серед населення. Микола Лапко Absolute Games також зауважив, що основна проблема у великих містах полягає в тому, що вони з необґрунтованих причин можуть «ламатися» і швидко занепадати. Критик IGN помітив ту саму проблему, зазначивши, що квітучий мегаполіс може швидко перетворитися на місто-примара.
Іншим істотним недоліком стала система захисту DRM та необхідність постійного підключення до мережі. Микола Лапко із сайту Absolute Games зазначив, що захист від піратів спрацював на 100 %, проте заважає чесним покупцям користуватися продуктом, тому покупка SimCity, це, на думку критика, покупка додаткового головного болю. Нік Тен з Game Revolution зазначив, що постійне підключення до сервера пов'язане з ризиками, наприклад, раптовий обрив з мережею може закінчитися втратою збережених даних. Микола Лапко Absolute Games також зазначив, що через проблеми із підключенням створені міста можуть просто ставати недоступними. На думку рецензента сайту GamesRadar, проблема з мережевим підключенням псує майже всі позитивні враження про гру.
Серед інших помилок було помічено і візуальні, зокрема, рецензент сайту Eurogamer зауважив, що деякі текстури у грі відображаються некоректно. Тейлор Вайлд із PC Gamer став свідком того, як різні зони або навіть сусідні будівлі можуть накладатися одна на одну. Іншим суттєвим недоліком стали маленькі кордони міста, наприклад Джо Джуба з Game Informer зазначив, що через маленьку карту кожен гравець рано чи пізно відчує себе тісно і зіткнеться із ситуацією, коли у нього не вистачить місця для встановлення чергової важливої станції. Тейлора Вайлда з PC Gamer також засмутили маленькі межі, критик зазначив, що гравець фактично на початку гри змушений займатися ущільненням забудови.
Також Пол із сайту Eurogamer окремо зазначив, що розробники зробили низку дивних рішень, а саме прибрали опцію скасування, неможливість перезавантажити гру, змінити рельєф місцевості, але при цьому, коли дороги та будинки будуються, рельєф автоматично вирівнюється/змінюється.

### Продаж та вплив
На початок березня 2013 року, гра посіла друге місце в британських чартах з продажу ігор та 5 місце у росії. Станом на травень 2013 року вдалося продати 1,6 мільйона копій гри SimCity, що було визнано хорошим результатом, особливо на тлі того, що Electronic Arts після невдалого випуску розраховувала на досить скромні прогнози. Вдалим продажам сприяли швидкі випуски оновлень, що прибирають помилки з гри та забезпечення гравців додатковими серверами, а до серпня було продано понад два мільйони одиниць. За 2 тижні гравцями у грі було проведено 15 мільйонів годин і збудовано понад 780 мільйонів будівель, а довжина збудованих у грі доріг обвела би землю понад 40 000 разів. Близько 54% всіх продажів припало на цифрову версію гри. SimCity вдалося зайняти 4 місце у списку найпопулярніших ігор у 2013 році.
У листопаді 2013 року було оголошено, що SimCity, а точніше, її змінена версія SimCityEDU стане частиною освітньої програми в деяких школах США, де учень має виконувати різні завдання, узгоджені з навчальним планом і прагнути зрозуміти основи міського управління, щоб зробити місто процвітаючим, а його городян — щасливими.
Провал продажів SimCity надихнув незалежну фінську студію Colossal Order на розробку власного містобудівного симулятора Cities: Skylines, випуск якої супроводжувався більшим успіхом, ніж SimCity.
10 грудня 2014 року для платформ Android та IOS було випущено мобільну умовно-безкоштовну версію гри під назвою SimCity: BuildIt з помітно спрощеною ігровою механікою, де основний акцент робиться на створенні різних предметів, щоб за допомогою них будувати нові будівлі. При цьому нова гра стала користуватися великим успіхом, головним чином серед гравців за межами США і набрала найбільшу ігрову аудиторію в історії франшизи SimCity.

### Нагороди
На 16 міжнародній виставці Electronic Entertainment Expo 2012, SimCity виграла 8 премій у 24 номінаціях. 23 серпня 2012 року, на виставці Gamescom, симулятор виграв премію у категорії найкраща гра 2013 року. Журі похвалило яскраву і красиву графіку у грі і відзначило, що гра змогла привнести нововведення, але одночасно зберегла в собі дух перших ігор SimCity. Проте через серверний скандал у 2013 році SimCity отримала і низку антипремійː
| Сайт, журнал або організація    | Рік  | Найменування нагороди                 | Переклад назви                |
| ------------------------------- | ---- | ------------------------------------- | ----------------------------- |
| PC Gamer                        | 2012 | Most Valuable Game                    | Сама цінна гра                |
| Playground                      | 2012 | Electric Playground Best of E3        | Кращий продукт на виставці E3 |
| European Computer Leisure Award | 2012 | Best of Show                          | Кращий продукт на шоу         |
| Game Revolution                 | 2012 | B Best of E3                          | Кращий продукт на E3          |
| Pop.com.br                      | 2012 | Best Simulation Game                  | Кращий симулятор              |
| Shortlist                       | 2012 | Best Strategy Game of E3              | Краща гра-стратегія на E3     |
| 1UP                             | 2012 | Best Visual Design                    | Кращий візуальний дизайн      |
| Game Chronicles                 | 2012 | Best PC Game                          | Краща гра на ПК               |
| Yahoo!                          | 2012 | Best of E3                            | Краща гра на Е3               |
| Digital Spy                     | 2012 | Best Strategy                         | Краща стратегія               |
| Jeuxvideo                       | 2012 | Best Strategy                         | Краща стратегія               |
| Gamesblog.fr                    | 2012 | Best Strategy                         | Краща стратегія               |
| Gamescom                        | 2012 | Best PC Game                          | Краща гра для ПК              |
| PC Gamer                        | 2013 | Game of the year                      | Гра року                      |
| Aigamedev                       | 2013 | Game of the year                      | Гра року                      |
| Leviathyn                       | 2013 | Worst Launch                          | Гірший запуск                 |
| Lifehacker                      | 2013 | Shames The Worst Products Of The Year | Гірший продукт року           |
| Giant Bomb                      | 2013 | Most Disappointing Game               | Сама розчаровуваюча гра       |
| SuperPhillip                    | 2013 | Best of 2013 Runner-Up                | Краща гра для ПКː 2-е місце   |
| Gamesradar                      | 2013 | Anti-Awards of 2013, 14 place         | Провал року, 14 місце         |
| Ігроманія                       | 2014 | Лучшая стратегия года, 3 место        | Краща стратегія року, 3 місце |